# Tom Jones: Die Geschichte eines Findelkindes

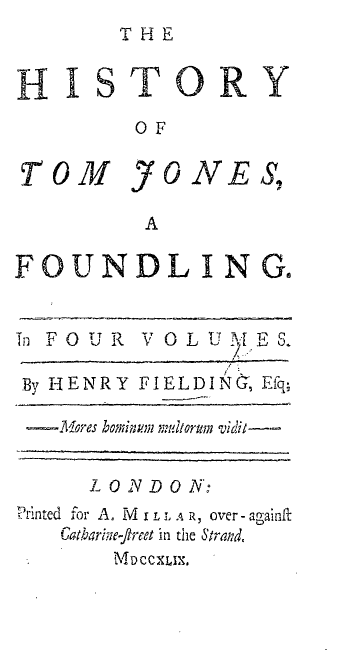
Erstausgabe 1749

Tom Jones: Die Geschichte eines Findelkindes, Originaltitel The History of Tom Jones, a Foundling, häufig auch einfach nur als Tom Jones bezeichnet, ist ein heiterer Roman des englischen Schriftstellers Henry Fielding, der erstmals am 18. Februar 1749 in London veröffentlicht wurde. Tom Jones, sowohl ein Bildungs- als auch ein Schelmenroman, ist eines der ersten englischen Prosawerke, die als Roman bezeichnet werden können.
Der Roman ist in 18 Teile unterteilt, denen jeweils ein von der Handlung abschweifendes Kapitel vorangestellt ist, welches sich häufig mit Themen auseinandersetzt, die nichts mit der Handlung zu tun haben. Gewidmet ist der Roman George Lyttelton, einem englischen Staatsmann, Historiker und Kunstmäzen, der zu den Förderern von Henry Fielding zählte.
Der Roman gilt als ein Klassiker der Weltliteratur. W. Somerset Maugham zählte ihn in seinem 1948 erschienenen Sachbuch Great Novelists and Their Novels (Großartige Romanschreiber und ihre Werke) zu den zehn besten Romanen der Welt. Samuel Taylor Coleridge ordnete ihn als einen der drei Romane mit dem perfektesten Handlungsstrang ein. 2015 wählten 82 internationale Literaturkritiker und -wissenschaftler den Roman zu einem der bedeutendsten britischen Romane.

## Handlung
Der wohlhabende und gutmütige Gutsherr Allworthy, der gemeinsam mit seiner Schwester Bridget auf seinem Landsitz in Somerset lebt, kehrt nach langem Aufenthalt in London nach Hause zurück und findet ein Baby in seinem Bett vor. Er vertraut das Kind seiner Haushälterin Deborah Wilkins an. Jenny Jones, eine junge Frau, die als Dienstbote bei dem Schulmeister Partridge und seiner Frau arbeitet, wird als die vermutliche Mutter ausgemacht. Die herbeigeholte Jenny Jones gibt zu, die Mutter des Kindes zu sein, weigert sich aber, den Vater zu benennen. Allworthy gibt Jenny Jones die Möglichkeit, an einem anderen Ort, wo ihr Ruf ihr noch nicht vorangeeilt ist, neu zu beginnen. Gleichzeitig verspricht er seiner Schwester, den Jungen, den er Thomas nennt, in seinem Haushalt aufzuziehen. Schulmeister Partridge wird zunehmend verdächtigt, der Vater des Findlings zu sein, und verliert schließlich seine Stellung.
Dr. Blifil zählt zu den regelmäßigen Besuchern auf dem Allworthy-Landsitz. Er stellt Bridget Allworthy seinen Bruder, Captain Blifil, vor, in der Hoffnung, dass es zwischen den zweien zu einer Beziehung kommt. Tatsächlich heiraten die beiden bald. Nach der Hochzeit zeigt Captain Blifil sich wiederholt seinem Bruder gegenüber als kaltherzig und sein Bruder sieht sich irgendwann gezwungen, nach London zurückzukehren, wo er bald an einem gebrochenen Herzen stirbt. Auch die Zuneigung zwischen Captain Blifil und Bridget Allworthy wird zunehmend kühler. Captain Blifil stirbt jedoch eines Abends kurz nach seinem Abendspaziergang an Apoplexie. Seine Witwe bringt wenige Monate später einen Sohn, William Blifil, zur Welt, der gemeinsam mit dem Findelkind Tom heranwächst.

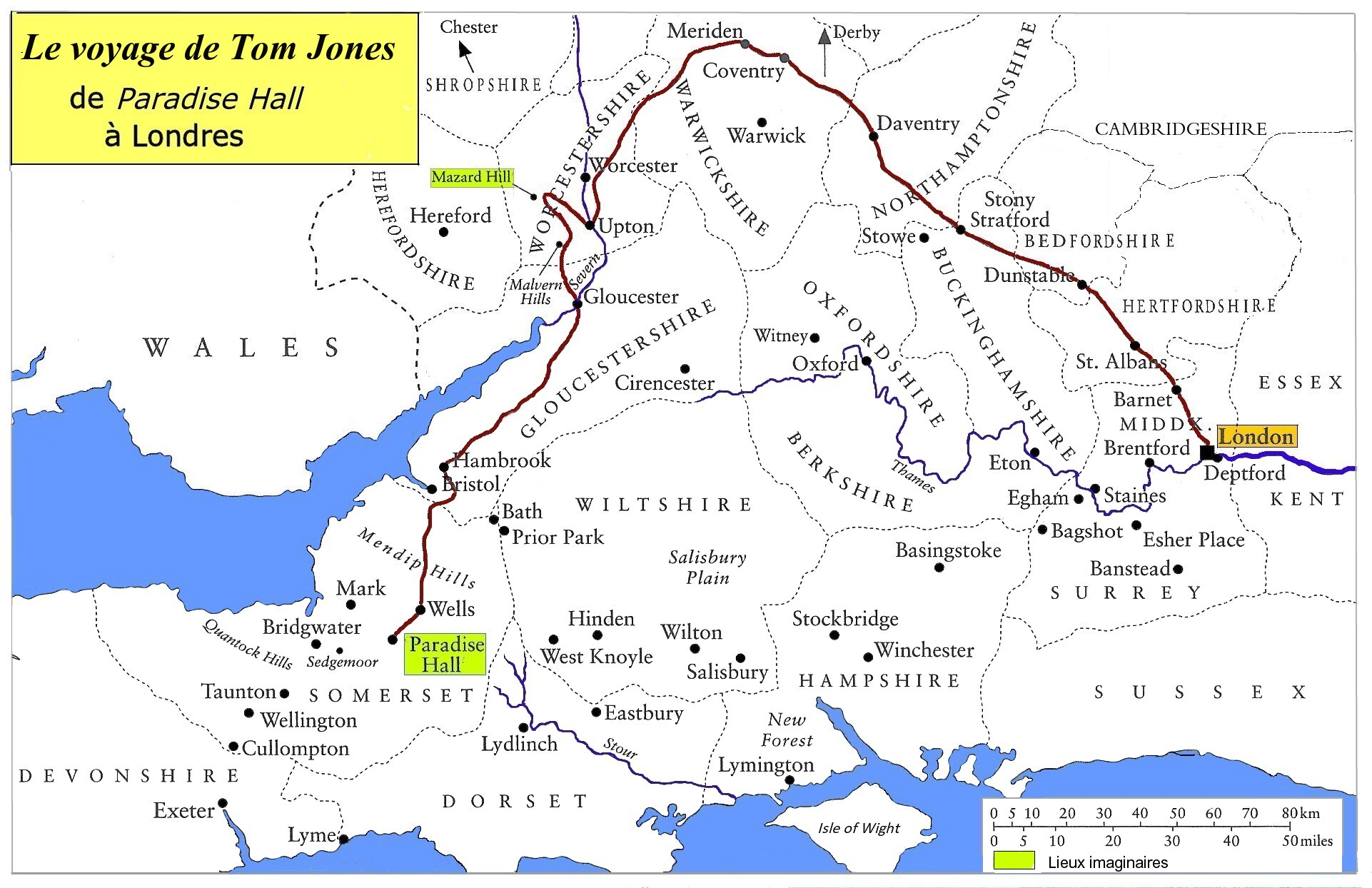
Tom Jones Weg von Somerset nach London

Tom wächst zu einem attraktiven jungen Mann heran, der aufgrund seines guten Aussehens und freundlichen aufgeschlossenen Wesens auf viel Gegenliebe beim anderen Geschlecht trifft. Seine große Liebe seit Jugendzeit ist die sanfte und tugendhafte Sophia Western, Tochter eines benachbarten Gutsbesitzers, die seine Leidenschaft erwidert. Er erliegt jedoch auch dem Charme der verführerischen Molly Seagram, Tochter von Allworthys Jagdaufseher. Wenig später verliert Tom aufgrund einer geschickten Intrige von William Blifil die Zuneigung seines Ziehvaters Allworthy und er wird wegen vorgeblicher Missetaten von dem Landsitz der Allworthys verbannt. In seiner Verzweiflung verlässt Tom den Landsitz mit dem Ziel, sich in Bristol als Seemann anheuern zu lassen.
Für Sophia Westerns Familie ist Tom als Bastard kein standesgemäßer Partner. Ihre Tante und ihr Vater, Gutsherr Western, wollen sie zwingen, William Blifil, den Sohn von Bridget, der verwitweten Schwester des Gutsherrn, zu heiraten. Sophia, die von Blifils Werben angewidert ist, brennt schließlich gemeinsam mit ihrem Dienstmädchen Honour in der Hoffnung durch, in London bei ihrer Verwandten Lady Bellaston Aufnahme zu finden.
Tom erlebt während seiner Reise zahlreiche Abenteuer. Er schließt sich kurzzeitig Rotröcken an und gibt seinen Plan auf, zur See zu gehen. Er begegnet Partridge, den man vor Jahren verdächtigt hat, sein Erzeuger zu sein. Partridges Dummheit verhindert, dass sich Sophia und Tom in Upton begegnen, so dass Sophia zu der Überzeugung kommt, dass Tom sie nicht mehr liebt und weiter nach London flieht. Tom, der in Upton ein Liebesabenteuer mit einer Mrs. Water hatte, folgt ihr nach London, wo er von der wohlhabenden Lady Bellaston verführt wird.
Partridge offenbart, dass es sich bei Mrs. Water um niemand anderen als Jenny Jones gehandelt habe, die angeblich Tom Jones’ Mutter ist. Für eine kurze Zeit glaubt Tom, Inzest begangen zu haben. Jenny Jones offenbart ihm jedoch, dass seine Mutter tatsächlich Bridget Allworthy war. Bridget Allworthy hat dies ihrem Bruder mittlerweile auf ihrem Totenbett gestanden. Lady Bellaston und ihr Geliebter Lord Fellarmar versuchen, Tom zum Militärdienst zu zwingen, aber stattdessen wird er verhaftet, weil es scheint, dass er in einem Kampf seinen Gegner getötet hat. Sophia wiederum kann ihm seine Affäre mit Lady Bellaston nicht vergeben und es scheint, als könnte nichts mehr Toms Schicksal verschlimmern. Eine unvorhergesehene Wendung offenbart jedoch William Blifils tückische Intrigen, mit denen er Tom seit frühester Kindheit quälte. Tom erlangt wieder die Zuneigung seines reumütigen Onkels. Wenig später trifft Tom auf Sophia, die ihn immer noch liebt, und schließlich erringt er auch die Zustimmung ihres Vaters zu der Beziehung. In seiner Großherzigkeit vergibt Tom allen, die ihm Unrecht getan haben.

## Personen

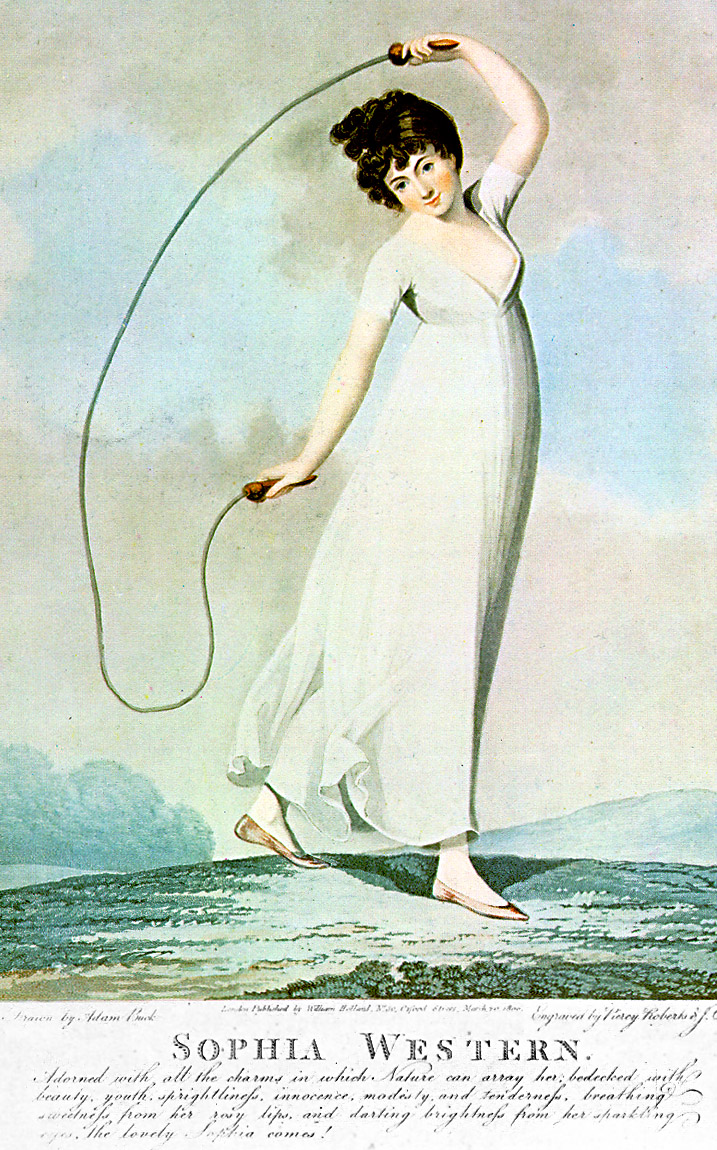
Sophia Western, Darstellung aus dem Jahr 1800

- Master Thomas „Tom“ Jones, ein Findelkind und Mündel von Squire Allworthy.
- Miss Sophia „Sophy“ Western, die schöne und einzige Tochter des Squire Western. Sie vereinigt auf sich eine Vielzahl Tugenden.
- Master William Blifil, der intrigante Sohn aus der Ehe von Captain Blifil und Bridget Allworthy, Tom Jones’ Rivale.
- Squire Allworthy, wohlhabender und gutmütiger Gutsbesitzer, dessen Anwesen sich in Somerset befindet. Er ist Tom Jones’ Vormund.
- Squire Western, wohlhabender Gutsbesitzer, dessen Landsitz an den von Squire Allworthy angrenzt. Einfach von Gemüt, hat er das Ziel, dass seine Tochter Sophia den Erben von Squire Allworthy heiratet.
- Miss Bridget Allworthy (später Mrs. Blifil), Allworthys Schwester, die lange geheim halten kann, dass sie die unverheiratete Mutter von Tom Jones ist. Ihr zweitgeborener Sohn ist William Blifil aus der Ehe mit Captain Blifil.
- Lady Bellaston, eine von Toms Geliebten, die eine einflussreiche Position in der Londoner Gesellschaft hat. Sie versucht, Sophia zu einer Ehe mit einem Lord zu zwingen, weil sie sich dadurch erhofft, dass ihre Affäre mit Tom Fortbestand hat.
- Mrs. Honour Blackmore, Sophias Dienstmädchen.
- Captain John Blifil, ein Captain der britischen Armee, der im Verlauf der Handlung Bridget Allworthy heiratet.
- Dr. Blifil, Captain Blifils Bruder, der nach einer Zurückweisung durch diesen an gebrochenem Herzen stirbt.
- Lord Fellamar, eine Persönlichkeit der Londoner Gesellschaft, der vergeblich versucht, die Hand von Sophia Western zu erringen.
- Brian Fitzpatrick, ein Ire.
- Harriet Fitzpatrick, Mrs. Westerns vormaliges Mündel und Ehefrau von Fitzpatrick. Sie ist Cousine und Freundin von Sophia, auch wenn ihr deren Tugenden fehlen.
- Miss Jenny Jones (später Mrs. Waters), Dienstmädchen der Partridges, eine kluge Frau, die lange für die Mutter von Tom Jones gehalten wird.
- Mrs. Miller, Mutter von Nancy und Betty Miller.
- Miss Betty Miller, jüngere Tochter von Mrs. Miller.
- Miss Nancy Miller (später Mrs. Nightingale), ein gutmütiges Mädchen, die sich zur Ehe mit Mr. Nightingale verführen lässt.
- Mr. Nightingale, ein junger Gentleman.
- Mr. Benjamin „Little Benjamin“ Partridge, erst Schulmeister, dann Barbier und Chirurg, von dem man glaubt, er sei Tom Jones’ Vater.
- Mrs. Partridge, Partridges frühere Ehefrau.
- Mr. George „Black George“ Seagrim, Allworthys und später Westerns Jagdaufseher.
- Miss Molly „Moll“ Seagrim, Black Georges zweite Tochter und Tom Jones’ erste Liebschaft. Sie bringt ein uneheliches Kind zur Welt, dessen Vater möglicherweise Tom Jones ist.
- Mr. Thomas Square, Privatlehrer von Tom und William Blifil, wobei er letzteren bevorzugt, sich jedoch zu keinen Intrigen hinreißen lässt.
- Rev. Mr. Roger Thwackum, weiterer Lehrer von Tom und William Blifil, der gemeinsam mit William Blifil Intrigen spinnt, die Tom schaden sollen.
- Miss Western, Squire Westerns unverheiratete Schwester Bridget, die davon überzeugt ist, sich glänzend in allen Fragen auszukennen.
- Mrs. Deborah Wilkins, Bridgets Dienstmädchen.

## Entstehungszeitpunkt und Einordnung
Die Entstehung des Romans fällt in eine Übergangsperiode in der Entwicklung des Romans, als man dieses literarische Genre zwar als den Höhepunkt der modischen Kunstentwicklung ansah, individualisierte Romane aber trotz der gleichzeitigen großen Erfolge, die diese in der Mitte des 18. Jahrhunderts erlebten, in der Verkennung der späteren Entwicklung als vorübergehende Modeerscheinung ansah. Zu den Romanen, die in der gleichen Zeitperiode auf den Markt kamen, zählen die Werke von Samuel Richardson (Pamela, 1740; Clarissa, 1748/49), Henry Fielding (Joseph Andrews, 1742), Sarah Fielding (The Adventures of David Simple, 1744), Tobias Smollett (Roderick Random, 1748; Peregrine Pickle, 1751), Lawrence Sterne (Leben und Ansichten von Tristram Shandy, Gentleman, 1759/67) oder Charlotte Lennox (The Female Quixote, 1751).
Tom Jones steht außerdem in einer Entwicklungslinie von Romanhelden, die mit ihren Streichen und Missgeschicken vor allem als Persiflagen auf Helden des „hohen“ Romans eingeordnet werden können. Rabelais’ Gargantua und Pantagruel (1532–1554) mit seinen zu Riesen übersteigerten Bauerntölpeln steht am Anfang dieser Tradition. Als weiterreichende Satire auf den Amadis erschien 1605 und 1615 Cervantes’ Don Quijote, der Roman des Mannes, den die Lektüre von Ritterromanen mit kauzigen Fehlwahrnehmungen der realen Welt gegentreten ließ. Scarrons Roman Comique nutzte eine Truppe reisender Schauspieler zur dezidierten französischen Reflexion über die Welt und die Dichtung nach Cervantes und seiner Romansatire. Lesages Gil Blas (1715–1735), Fieldings Joseph Andrews (1742) und Tom Jones: Die Geschichte eines Findelkindes (1749), Diderots Jacques der Fatalist und sein Herr (1773, gedruckt 1796) sind Ausläufer dieser Traditionslinie im 18. Jahrhundert; Jaroslav Hašeks Der brave Soldat Schwejk (1921–1923) und Günter Grass’ Die Blechtrommel (1959) griffen im 20. Jahrhundert auf Erzählmuster dieser Erzähltradition zurück.

## Rezeption

### Theater
1764 führt Charles Palissot seinen Tom Jones in Versailles dem französischen Königshaus vor.

### Verfilmung
Tom Jones – Zwischen Bett und Galgen ist eine Oscar-prämierte britische Filmkomödie aus dem Jahr 1963, die auf diesem Roman basiert. Der Film war eine der erfolgreichsten und von der Kritik bejubelten Komödien seiner Zeit. Regie führte Tony Richardson und das Drehbuch schrieb der Dramatiker John Osborne. Der Film fällt wegen seiner unüblichen komischen Machart auf: Die Anfangssequenz wird im Stile eines Stummfilms dargeboten, und die Charaktere durchbrechen häufig die Vierte Wand, indem sie direkt in die Kamera schauen und sich an das Publikum wenden.
Weitere Verfilmungen sind:
- 1975 – Vagabund in tausend Nöten (The Bawdy Adventures of Tom Jones) – Regie: Cliff Owen
- 1997 – The History of Tom Jones, a Foundling (Tom Jones) – Regie: Metin Hüseyin